# Plagiolepis madecassa
Plagiolepis madecassa är en myrart som beskrevs av Auguste-Henri Forel 1892. Plagiolepis madecassa ingår i släktet Plagiolepis och familjen myror. Inga underarter finns listade i Catalogue of Life.

## Bildgalleri

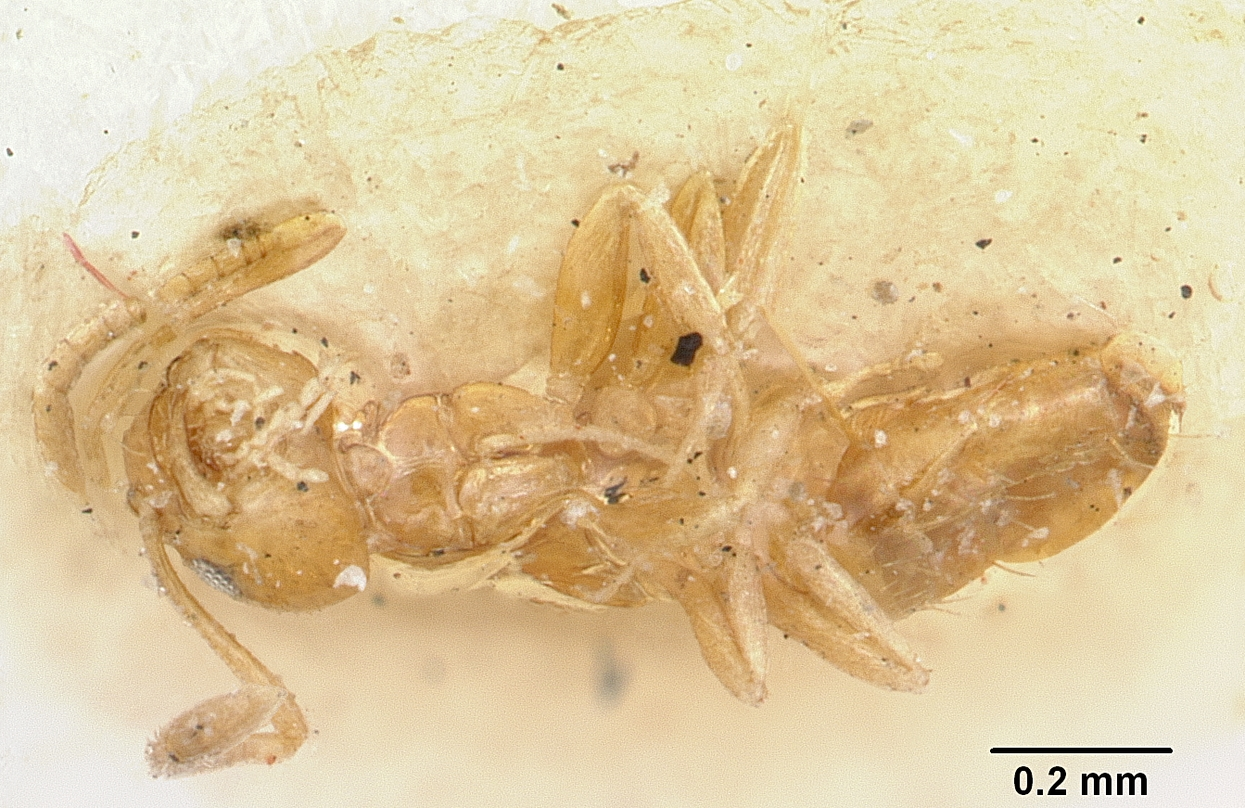
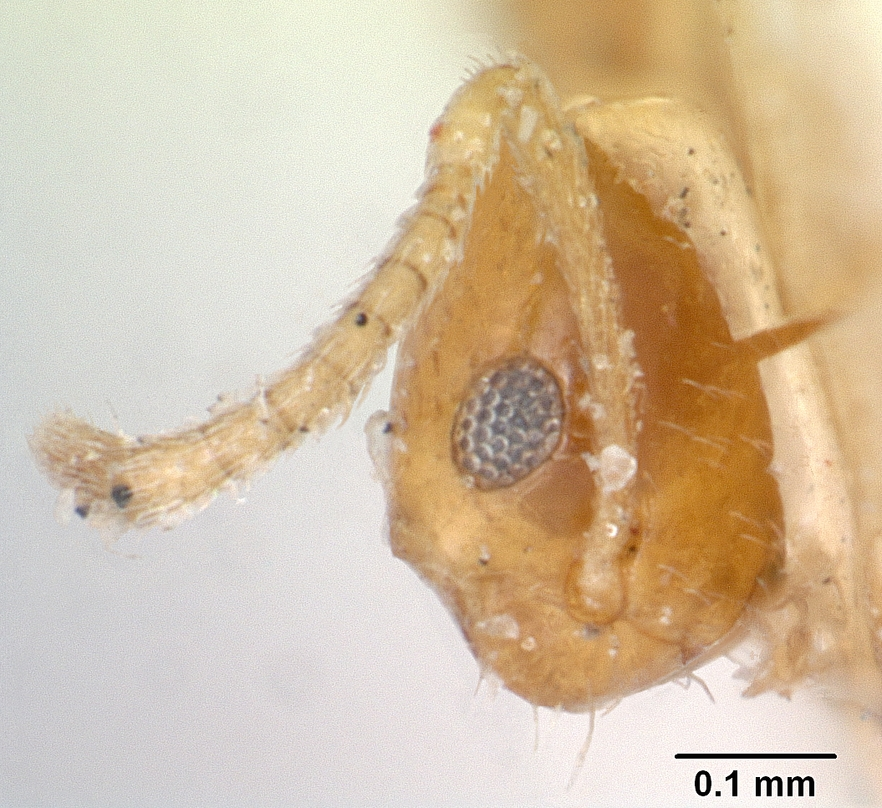
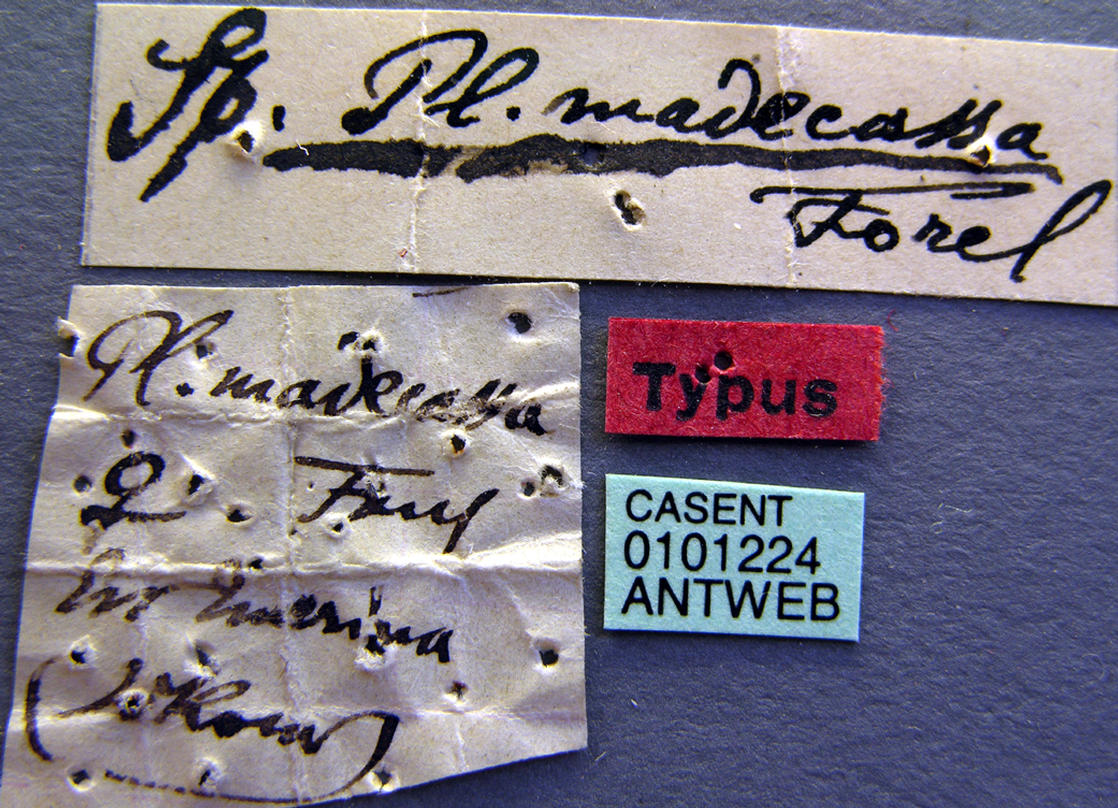
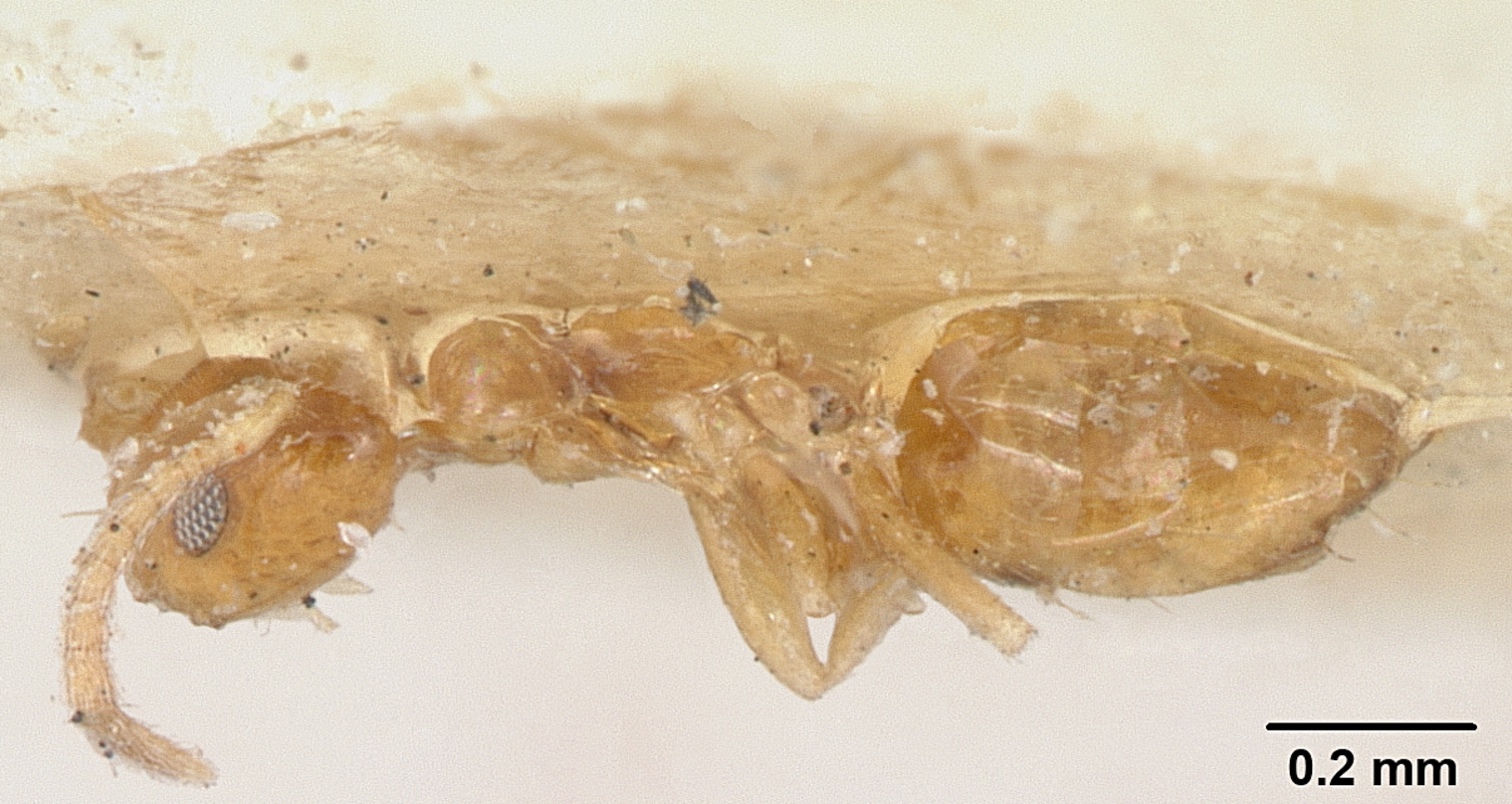
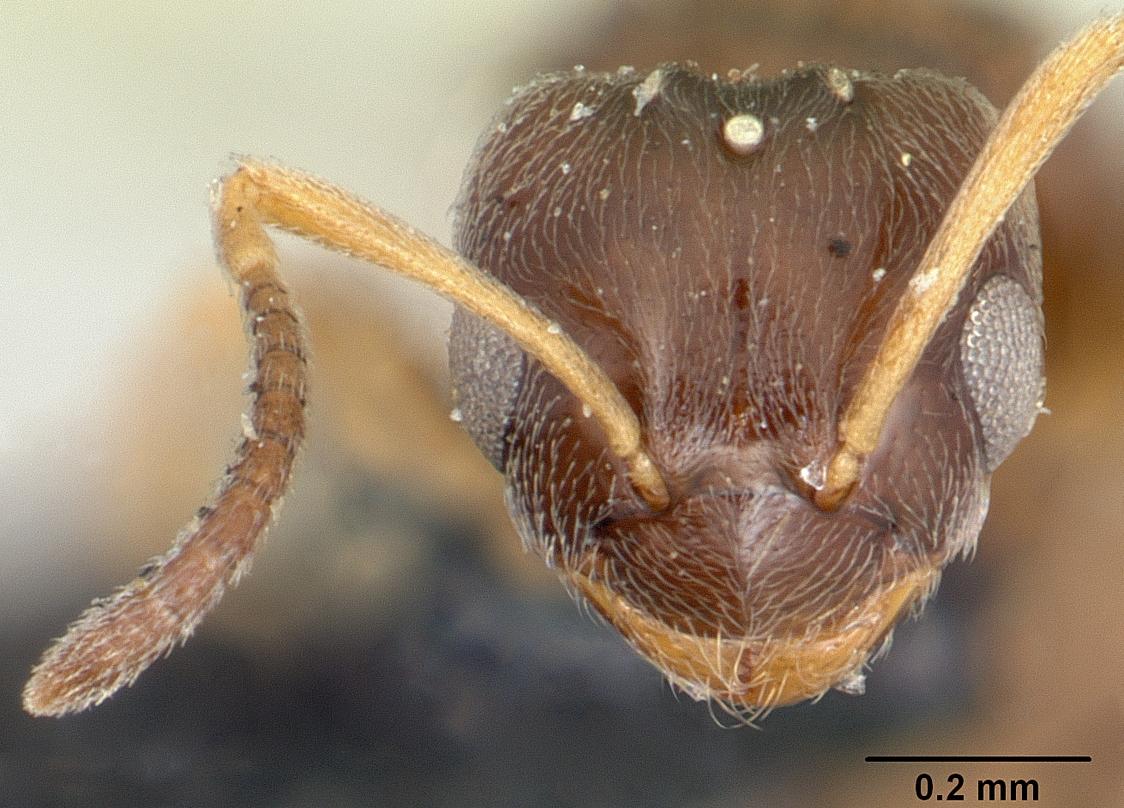
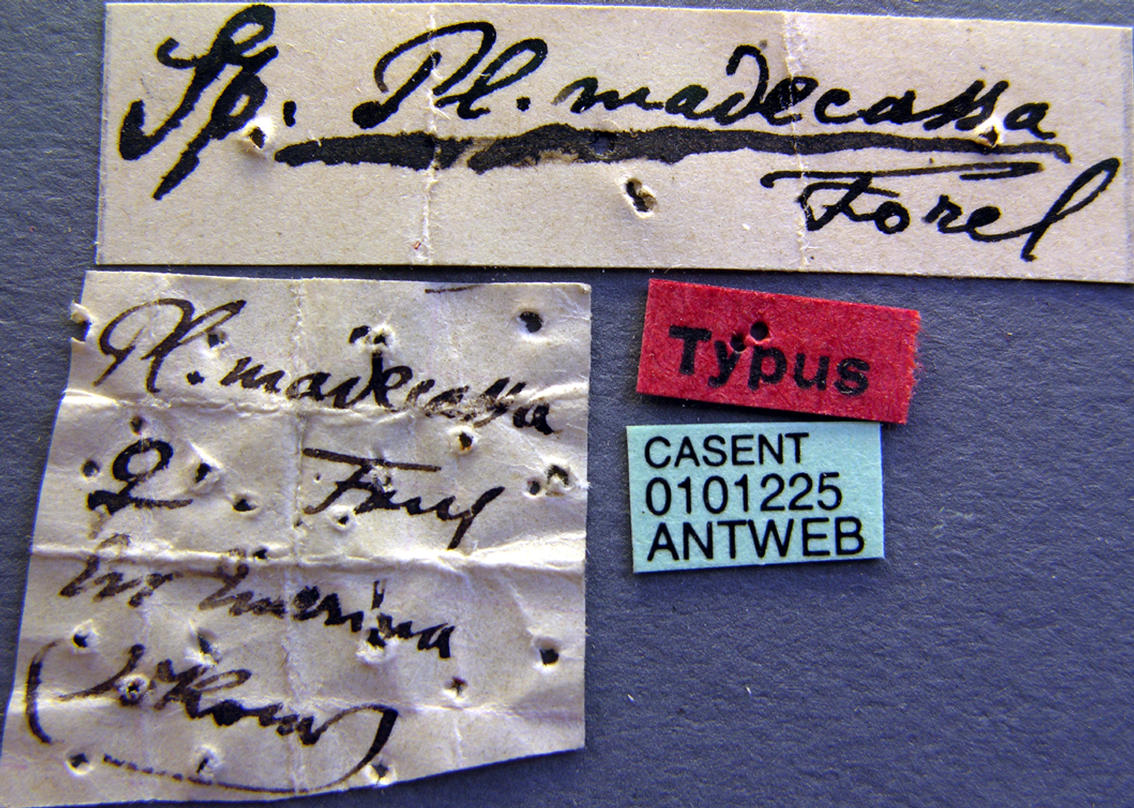